# 上海超日太阳能科技
上海超日太阳能科技股份有限公司，简称超日公司或超日太阳能，是中国大陆地区较早从事太阳能光伏生产的民营企业。
2010年11月，超日公司在深圳证券交易所中小企业板挂牌上市。2012年3月7日，由上海超日太阳能科技股份有限公司为发行主体、中信建投证券保荐在深交所发行了存续期限为五年的“11超日债”。2012年至2014年间，受光伏市场不景气影响，超日公司持续亏损，生产经营陷于停滞，无力偿付供应商货款，银行账户和主要资产处于被冻结、抵押或查封状态，应付债券不能按期付息。其发行的“11超日债”也因此成为中国债券市场的第一例公司债违约案例，引发资本市场高度关注。
2014年5月28日，超日太阳更是由于连续亏损而被暂停上市，随后被法院裁定破产。此后经过3个月的协调和谈判，*ST超日于2014年10月8日对外发布了重整计划。江苏协鑫担任重整牵头人，将在完成投资后成为*ST超日的控股股东，负责*ST超日的生产经营，并提供部分偿债资金；其余8方为财务投资者，主要为*ST超日债务清偿、恢复生产经营提供资金支持。*ST超日此后更名*ST集成，并于2015年8月完成。8月4日晚间，*ST集成发布公告称，公司于8月3日被深交所核准，股票于12日起上市交易，并撤销股票交易退市风险。